# Оскар Фріде
Оскар Чарльз Фріде (англ. Oscar Charles Friede) — американський легкоатлет, бронзовий призер Олімпійських ігор 1904 року з перетягування канату.
На III літніх Олімпійських іграх у Сент-Луїсі (США) у складі команди «Southwest Turnverein of Saint Louis № 2» посів третє місце в змаганнях з перетягування канату.